# Emily Blaine
Emily Blaine (nom de plume) est une romancière française née en 1981. Spécialisée dans le genre de la romance, elle commence sa carrière littéraire sur les sites d'édition en ligne. Aujourd'hui, elle est régulièrement éditée par les éditions Harlequin, spécialiste du genre.

## Biographie
Emily Blaine s'est fait connaître du grand public par sa série « Dear you ». Avec 400 000 exemplaires vendus, Emily Blaine est devenue l'une des actrices majeures de la romance moderne à la française,,. Elle se montre active sur les réseaux sociaux et internet, en publiant sur la maison d'édition numérique HQN et demandant souvent une parution en parallèle des formats papier et numérique.
Originaire de Saint-Brieuc et Parisienne d'adoption, Emily Blaine a été éditée pour la première fois par les éditions Harlequin en gagnant un concours d'écriture en 2012 avec sa nouvelle Passion sous contrat. Salariée de la SNCF le jour, elle a écrit la nuit en cachette pendant deux ans avant de révéler à ses proches son activité d'auteur,,.
Dans son roman Si tu me le demandais publié en octobre 2017, elle aborde le fait de refaire sa vie après un deuil et choisit de raconter son histoire d'un point de vue masculin.

## Publications

### En papier et en numérique
- Dear you : l'intégrale, Harlequin, 2014
- Les filles bien ne tombent pas amoureuses des mauvais garçons, Harlequin, 2015
- Colocs (et plus), Harlequin, 2015
- All I Want for Christmas, Harlequin, 2015
- Colocs (et rien d'autre), Harlequin, 2016
- Toi. Moi. Maintenant ou jamais, Harlequin, 2016
- Le club des héroïnes qui n’ont pas froid aux yeux, Harlequin, 2016
- Si tu me le demandais, Harlequin, 2017
- Ensemble. Maintenant. Pour toujours., Harlequin, 2018
- Tout en haut de ma liste, 2018
- La librairie des rêves suspendus, Harlequin, 2019
- L amour c est pas si compliqué, 2019
- T'embrasser sous la neige, Harlequin, 2020
- La crêperie des petits miracles, Harlequin 2020
- Rendez-vous au chalet des cœurs oubliés, Harlequin, 2021
- un peu plus d amour que d ordinaire, 2021
- Les tartines sont meilleures quand on les partages à deux, 2022
- Veux tu passer tous tes noel avec moi, 2022
- J irai voler ton cœur à Noël, 2023
- Celles qui aiment en secret, 2023

### Exclusivement en numérique
- Passion sous contrat, Harlequin, 2013
- Pourquoi choisir ?, Harlequin, 2014
- Dear you : les bonus de la série, Harlequin, 2014
- Colocs (et plus) l'intégrale des bonus, Harlequin, 2015
- Une nuit dans tes étoiles, Harlequin, 2015
- Ma vie sous tes étoiles, Harlequin, 2015
- The Man Next Door, Harlequin, 2015
- Pour ton bien, Harlequin, 2015
- Colocs (et rien d'autre) l'intégrale des bonus, Harlequin, 2016
- Amis ou amants ?, Harlequin, 2016
- Parfaitement imparfaite, Harlequin, 2017
- Tout en haut de ma liste, Harlequin, 2017
- Tombée pour toi, Harlequin, 2018

### Recueil de nouvelles de plusieurs auteurs
- Nouveaux talents Harlequin, Harlequin, 2013
- Intégrale sexy rugby, Harlequin, 2015
- Summer of love, Harlequin, 2016
- Des romances et des mots, Harlequin, 2016
- Nouvelles do Brasil, Harlequin, 2016
- Les opposés s'attirent, Harlequin, 2017
- J'aime un père célibataire, Harlequin, 2018
- Tant de raisons de s'aimer, Harlequin, 2018
- My only one, Harlequin, 2018
- J'aime un musicien, Harlequin, 2018
- Devine qui vient pour Noël, Harlequin, 2018
- Le seul dans mon cœur, Harlequin, 2018
- Surtout pas toi, Harlequin, 2019